# فقط اصمدي
فقط اصمدي (بالإنجليزية: Just Hold On)‏ هي أغنية للدي جي الأمريكي ستيف أوكي بمشاركة المغني الإنجليزي لويس توملينسون. تم إصدار الأغنية يوم 10 ديسمبر عام 2016 بواسطة أولترا ميوزك، وهي من كتابة توملينسون، وأوكي، بمشاركة إيريك روس، وساشا سلون، والسيد نولان، ومن إنتاج أوكي، بمشاركة السيد نولان، وجاي بريور.
وصلت الأغنية إلي رقم 2 في تصنيف المملكة المتحدة للأغاني المنفردة، ورقم 52 في بيلبورد هوت 100 الأمريكية، ورقم 1 في مبيعات بيلبورد لأغاني الرقص/الإلكترونية الرقمية. تم إصدار فيديو الأغنية يوم 8 مارس عام 2017.

## وصلات خارجية
- "Just Hold on" at The X Factor UK 2016 على يوتيوب